# Polish International 1987
Die Polish International 1987 im Badminton fanden 20. bis zum 22. November 1987 in Katowice statt.

## Medaillengewinner
| Disziplin    | Gold                            | Silber                           | Bronze                         |
| ------------ | ------------------------------- | -------------------------------- | ------------------------------ |
| Herreneinzel | Anders Nielsen                  | Zheng Shoutai                    | Klaus Fischer                  |
| Herreneinzel | Anders Nielsen                  | Zheng Shoutai                    | Peter Axelsson                 |
| Dameneinzel  | Irina Roschkowa                 | Margit Borg                      | Catrine Bengtsson              |
| Dameneinzel  | Irina Roschkowa                 | Margit Borg                      | Bożena Haracz                  |
| Herrendoppel | Peter Axelsson Jens Olsson      | Andrei Antropow Sergei Sewrjukow | Steven Adams Ian Wright        |
| Herrendoppel | Peter Axelsson Jens Olsson      | Andrei Antropow Sergei Sewrjukow | Rikard Rönnblom Erik Söderberg |
| Damendoppel  | Bożena Haracz Bożena Siemieniec | Sarah Hore Claire Palmer         | Irina Roschkowa Wiktorija Pron |
| Damendoppel  | Bożena Haracz Bożena Siemieniec | Sarah Hore Claire Palmer         | Margit Borg Catrine Bengtsson  |
| Mixed        | Andrei Antropow Wiktorija Pron  | Sergei Sewrjukow Irina Roschkowa | Erik Söderberg Emma Edbom      |
| Mixed        | Andrei Antropow Wiktorija Pron  | Sergei Sewrjukow Irina Roschkowa | Kai Abraham Monika Cassens     |

## Finalergebnisse
| Disziplin    | Sieger                          | Finalist                         | Ergebnis           |
| ------------ | ------------------------------- | -------------------------------- | ------------------ |
| Herreneinzel | Anders Nielsen                  | Zheng Shoutai                    | 15–13, 15–4        |
| Dameneinzel  | Irina Roschkowa                 | Margit Borg                      | 4–11, 11–5, 11–2   |
| Herrendoppel | Peter Axelsson Jens Olsson      | Andrei Antropow Sergey Sevryukov | 7–15, 15–9, 15–11  |
| Damendoppel  | Bożena Haracz Bożena Siemieniec | Sarah Hore Claire Palmer         | 15–11, 7–15, 15–11 |
| Mixed        | Andrei Antropow Wiktorija Pron  | Sergei Sewrjukow Irina Roschkowa | 15–10, 15–10       |